# Whoopee〜ギャーピーの叛乱〜
『Whoopee～ギャーピーの叛乱～』（ウーピー ギャーピーのはんらん）は、風見慎吾2作目のスタジオ・アルバム。1985年7月5日gggggggg、フォーライフ・レコードから発売された。

## 解説
4作目シングル「涙のtake a chance」のヒットを受け発売されたセカンド・アルバム。
アルバム・タイトル「Whoopee」の和訳は「ばか騒ぎ」。「ギャーピー」は風見が作った造語。
瀬尾一三、佐藤準、福島邦子、秋元康らが作家陣として参加。福島は水色玉青名義で作詞も手掛ける。2曲目および6曲目の作詞を手掛けた或夏慕子（アル・カポネ）は風見のペンネーム。
4作目シングル「涙のtake a chance」・5作目シングル「BEAT ON PANIC」ともに、別途表記はされていないが、それぞれイントロダクションが追加されたアルバム・ヴァージョンで収録。
発売当時はLPレコード、CD、カセットテープの3形態で発売されたが既に廃盤。LPには、折込ポスターとアルバム収録曲・歌詞が記載された特製レコード中袋を封入。2021年現在は各音楽配信サイトで入手可能。

## 収録曲
1. Title Back II （Instrumental）
  - 作曲・編曲：瀬尾一三　2:09
2. Good-bye for you
  - 作詞：或夏慕子　作曲：小倉良　編曲：国吉良一　3:15
3. お前にダンディ
  - 作詞：峰岸未来　作曲：佐藤準　編曲：瀬尾一三　4:36
4. BLUE PRIVATE
  - 作詞：峰岸未来　作曲：佐藤準　編曲：瀬尾一三　4:23
5. 涙のtake a chance
  - 作詞：荒木とよひさ　作曲：福島邦子　編曲：小泉まさみ　4:53
6. YOU～ずっとそばにいてほしいのさ～
  - 作詞：或夏慕子　作曲：小倉良　編曲：国吉良一　3:00
7. BEAT ON PANIC
  - 作詞：水色玉青　作曲：福島邦子　編曲：小泉まさみ　4:05
8. お笑い草のRomance
  - 作詞：深尾ヒロユキ　作曲：小倉良　編曲：国吉良一　3:55
9. 金曜日のPRINCESS
  - 作詞：秋元康　作曲：福島邦子　編曲：国吉良一　3:22
10. LOVING YOU
  - 作詞：水色玉青　作曲：福島邦子　編曲：小泉まさみ　5:11